# Shadows of Doubt
Shadows of Doubt — компьютерная игра в жанре action/RPG и Immersive sim в стилистике неонуара, разработанная студией ColePowered Games. Вышла в ранний доступ 24 апреля 2023 года для Windows, издателем выступили Fireshine Games. Игра вышла 27 сентября 2024 года на платформах Windows, PlayStation 5, Xbox Series X/S.

## Описание
Действия игры происходят в вымышленном индустриальном городе 1980-х годов. Главный герой — детектив, которому предстоит выполнять заказы на различные расследования. Для этого предстоит собирать улики, такие как отпечатки пальцев, истории звонков, личные переписки, записи с камер наблюдения и вещдоки. Собрав их воедино, игрок должен будет сформировать обвинительное заключение.
Главной особенностью игры является свобода действий и процедурная генерация всего города, всех его жителей, их расписания дня, связей, работы и заданий. В каждое здание в городе можно зайти, ровно как и в каждую комнату в этом здании.

## Отзывы
| Иноязычные издания | Иноязычные издания |
| Издание            | Оценка             |
| ------------------ | ------------------ |
| Edge               | 6/10               |

Издание PC Gamer назвало Shadows of Doubt одной из самых ожидаемых игр 2023 года, а также положительно высказалось о демо-версии, представленной ранее, охарактеризовав игру как «Бесконечный Deus Ex».